# 8-я воздушная армия (США)
8-я воздушная армия (англ. Eighth Air Force) — оперативное объединение Военно-воздушных сил США.
В период 19 января 1942 — 22 февраля 1944 носила наименование 8-е бомбардировочное командование (VIII Bomber Command).
8-я воздушная армия имеет на вооружении стратегические бомбардировщики: дозвуковой тяжёлый бомбардировщик-невидимку B-2 Spirit, сверхзвуковой тяжёлый бомбардировщик B-1 Lancer и дозвуковой тяжёлый бомбардировщик B-52 Stratofortress.
8-я воздушная армия находится в подчинении Командования глобальных ударов ВВС США и Стратегического командования ВС США.

## История
Во время Второй мировой войны в ведение армии входила практически вся Европа, лишь южная часть Европы была зоной ответственности 15-й воздушной армии. Именно 8-я воздушная армия, известная как «Могучая Восьмёрка» («The Mighty Eighth»), осуществила большую часть стратегических бомбардировок Германии. Из около 115 000 суммарных потерь лётного состава американских ВВС на всех театрах военных действий Второй мировой войны около 47 500 пришлось на эту армию, при этом более 26 000 её военнослужащих погибло.

## Структура
8-я воздушная армия находится под командованием Командования глобальных ударов с 1 февраля 2010 г. 8-я воздушная армия контролирует стратегические бомбардировщики (например, B-2 Spirit и B-52 Stratofortress и B-1 Lancer) на всей территории Соединённых Штатов и за рубежом. Армия выполняет свои боевые задачи под командованием функционального Стратегического командования и региональных единых командований Вооружённых сил США. В составе объединения находится пять бомбардировочных авиационных крыльев (Bomb Wing), два резервных бомбардировочных авиационных крыла (одно в Командовании резерва ВВС и одно в ВВС Национальной гвардии) и один отряд в континентальной части Соединённых Штатов.
- Авиабаза Барксдейл, штат Луизиана:

2-е бомбардировочное крыло (B-52H);
307-е бомбардировочное крыло (B-52H) (ассоциировано с Командованием резерва ВВС);
- Авиабаза Дайс, штат Техас:

7-е бомбардировочное крыло (B-1B);
- Авиабаза Элсуорт, штат Южная Дакота:

28-е бомбардировочное крыло (B-1B);
- Авиабаза Майнот, штат Северная Дакота:

5-е бомбардировочное крыло (B-52H);
- Авиабаза Уайтмен, штат Миссури:

509-е бомбардировочное крыло (B-2A);
131-е бомбардировочное крыло (B-2A) (ассоциировано с ВВС Национальной гвардии);
- Прямое подчинение ВВС:

576-я учебная эскадрилья — авиабаза Ванденберг, штат Калифорния;
596-я группа контроля и управления — авиабаза Оффатт, штат Небраска.

## Известные командиры
- Сэмюэл Андерсон[англ.]
- Уолтер К. Суини (младший)
- Карл Спаатс
- Айра Икер
- Джимми Дулиттл